# Société commerciale Rungrado
La société commerciale Rungnado est une société d'import-export nord-coréenne.
Créée au début des années 1970, elle était dirigée, en février 2007, par M. Pak Kyu-hong.
Le groupe, public, compte huit filiales et une vingtaine de centres d'exportation. Il a établi des agences à l'étranger, notamment en Chine, en Russie et à Singapour.
Disposant de sa propre flotte de navires, l'entreprise exporte principalement des vêtements, des biens agro-alimentaires, des bijoux et des métaux non ferreux. Elle importe notamment des fourrages, des fruits tropicaux, des plastiques et des matériaux de base pour l'industrie chimique.
Le groupe Rungnado compte 10 000 employés.